# Claudius Florimund Mercy
Claudius Florimund Mercy de Billets, född 1666 i Longwy, död 29 juni 1734 vid Crocetta nära Parma, var en österrikisk greve och general. Han var sonson till Franz von Mercy. 
Mercy var prins Eugen till god hjälp under kriget med Turkiet 1716–1718 och blev generalkommendant i det ur turkarnas våld ryckta Temesvárbanatet. Åren  1719–1720 ledde han framgångsrikt ett österrikiskt härtåg, som hade till mål att driva spanjorerna från Sicilien, varefter han återvände till Temesvárbanatet och som dess styresman inlade utomordentliga förtjänster om dess materiella kultur. År 1733 kallades han som generalfältmarskalk åter till krigisk verksamhet i Italien, men han stupade i en drabbning med fransmännen nära Parma. Hans grevliga värdighet övergick på hans adoptivson Antoine de Mercy-Argenteau (1691–1767), som var far till Florimund Claudius de Mercy-Argenteau.